# Distretto di Gryfino
Il distretto di Gryfino (in polacco powiat gryfiński) è un distretto polacco appartenente al voivodato della Pomerania Occidentale.

## Geografia antropica

### Suddivisioni amministrative
Il distretto comprende 9 comuni.
- Comuni urbano-rurali: Cedynia, Chojna, Gryfino, Mieszkowice, Moryń, Trzcińsko-Zdrój
- Comuni rurali: Banie, Stare Czarnowo, Widuchowa